# Памятник Мальчишу-Кибальчишу
Памятник Мальчишу-Кибальчишу — памятник герою сказки Гайдара, установлен в Москве на Воробьёвых горах, на пересечении улицы Косыгина и проспекта Вернадского, рядом с Московским городским дворцом детского (юношеского) творчества.

## Описание
Высота — 5 м. Фигура изображена в динамике, на голове — будёновка, Мальчиш-Кибальчиш в правой руке держит шашку, в левой — горн, как бы призывая за собой.

## История
Памятник был установлен 19 мая 1972 года, в честь 50-летнего юбилея пионерской организации.
В апреле 2022 года в связи с 50-летием памятника началась его комплексная реставрация. В ноябре 2022 года реставрация памятника завершилась.